# Baudreville (Manche)
Pour les articles homonymes, voir Baudreville.
Baudreville est une ancienne commune française, située dans le département de la Manche en région Normandie, peuplée de 75 habitants, devenue le 1er janvier 2016 une commune déléguée au sein de la commune nouvelle de La Haye.

## Géographie
Baudreville est située dans le parc naturel régional des Marais du Cotentin et du Bessin.
Située en pleine campagne, Baudreville est une petite commune. La mer est à quatre kilomètres. Les commerces les plus proches sont à Denneville, Portbail ou à La Haye-du-Puits. Le relief est un paysage de bocage normand.
Les communes limitrophes sont Bolleville, Denneville, Saint-Rémy-des-Landes, Saint-Sauveur-de-Pierrepont et Surville.

## Toponymie
Le nom de la localité est attesté sous les formes Baudrevilla vers 1150, ecclesia Sancte Margarite de Baudrevilla entre 1185 et 1188, Baudrevilla début du XIIIe siècle, ecclesia Beate Margarete de Baudrevilla en 1332, Sancta Margareta en 1351 et en 1352, Baudreville en 1551, saincte Marguerite en 1648, Baudreville en 1689, Beaudreville en 1713, Baudreville en 1716.

## Histoire

### Moyen Âge
Anquetil de Claids (fl.  au XIIe siècle) donna le patronage de l'église à l'abbaye de Lessay, donation qui fut confirmé dans une charte que donna le roi d'Angleterre et duc de Normandie Henri Ier en  1186,.

### Temps modernes
Dans la première moitié du XVIe siècle, Pierre IV de La Rocque, chevalier, est seigneur de Baudreville, ainsi que de Flottemanville, de Saussey, d'Omonville-la-Folliot, de Crasville, d'Urville, de Rouville à Orglandes, du Breuil à Anneville-en-Saire, de Thury à Lieusaint et de la Haulle.
En 1549, le seigneur de Baudreville est Robert Anquetil. Pierre Lefol, propriétaire du manoir de Baudreville, fut anobli en 1594 pour avoir contribué à la défense de Cherbourg lors des guerres de Religion.

### Révolution française et Empire
Anonyme Anquetil est cité comme dernier seigneur de Baudreville en 1789.

### Époque contemporaine
La commune, après avoir fusionné en 1972 avec Saint-Sauveur-de-Pierrepont, Saint-Nicolas-de-Pierrepont et Bolleville sous le nom de Pierrepont-en-Cotentin, a repris en 1980 son autonomie.
En 2006, après enquête et consultation auprès de la population, le projet d'un parc éolien est confirmé.

## Politique et administration
| Période                                  | Période  | Identité         | Étiquette | Qualité     |
| ---------------------------------------- | -------- | ---------------- | --------- | ----------- |
| avant 1988                               | 1995     | Daniel Osbert    |           |             |
| juin 1995                                | En cours | Jean-Paul Launey | SE        | Agent Areva |
| Les données manquantes sont à compléter. |          |                  |           |             |

## Population et société
Les habitants de la commune sont appelés les Baudrevillais.

### Démographie
En 2021, la commune comptait 75 habitants. Depuis 2004, les enquêtes de recensement dans les communes de moins de 10 000 habitants ont lieu tous les cinq ans (en 2008, 2013, 2018, etc. pour Baudreville) et les chiffres de population municipale légale des autres années sont des estimations.
| 1793 | 1800 | 1806 | 1821 | 1831 | 1836 | 1841 | 1846 | 1851 |
| ---- | ---- | ---- | ---- | ---- | ---- | ---- | ---- | ---- |
| 298  | 300  | 333  | 408  | 371  | 405  | 404  | 404  | 375  |

| 1856 | 1861 | 1866 | 1872 | 1876 | 1881 | 1886 | 1891 | 1896 |
| ---- | ---- | ---- | ---- | ---- | ---- | ---- | ---- | ---- |
| 356  | 320  | 344  | 307  | 307  | 303  | 274  | 296  | 268  |

| 1901 | 1906 | 1911 | 1921 | 1926 | 1931 | 1936 | 1946 | 1954 |
| ---- | ---- | ---- | ---- | ---- | ---- | ---- | ---- | ---- |
| 251  | 249  | 233  | 190  | 185  | 168  | 151  | 127  | 131  |

| 1962 | 1968 | 1982 | 1990 | 1999 | 2008 | 2013 | 2018 | 2019 |
| ---- | ---- | ---- | ---- | ---- | ---- | ---- | ---- | ---- |
| 154  | 129  | 92   | 78   | 84   | 84   | 93   | 75   | 75   |

### Manifestations culturelles et festivités
La fête patronale a lieu le 20 août.

## Économie
Les principales ressources et productions sont les pâturages, les bovins et le parc éolien.

## Culture locale et patrimoine

### Lieux et monuments
- Église Sainte-Marguerite des XIIe, XVIIIe – XIXe siècles et dont le clocher a été restauré et remis en service en 2005. L'église abrite un maître-autel du XVIIIe et des autels latéraux du XIXe, les statues de sainte Marguerite et saint Jean-Baptiste du XIXe, une chaire à prêcher du XIXe ainsi qu'une verrière du XXe de Paul Bony et Mauméjean[12].
- Croix de cimetière du XIXe.
- Vestiges d'un site fortifié à 1,2 km au nord-est, sur le rebord du plateau, au-dessus de la petite rivière de la Dure. Il en subsiste les restes d'une enceinte quadrangulaire encore partiellement crénelée avec chemin de ronde en galerie de bois. On accède à la cour par un portail armorié du XVIIIe richement décoré. Une grosse fuie cylindrique en occupe l'angle sud-ouest. Il s'agit peut-être de la basse-cour d'un château bâti sur une plate-forme fossoyée qui a conservée des murs en ruine avec des traces de tours d'angle circulaires[21].
- Manoir des Fols du XIVe siècle.
- Ferme-manoir du Tronquet et ses tours.
- Alambic, dans le village, daté de 1902 avec notice explicative.
- Puits en pierre.

### Personnalités liées à la commune
- Clotilde Ozouf, Reine des Reines de Paris (reine du carnaval de Paris) en 1900, est née à Baudreville en 1879[12].